# Louis de Cazenave

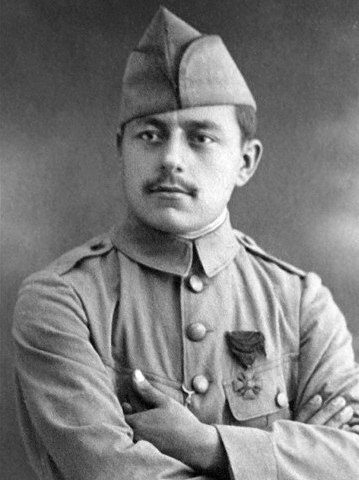
Louis de Cazenave (1918)

Louis de Cazenave (* 16. Oktober 1897 in Saint-Georges-d’Aurac, Département Haute-Loire; † 20. Januar 2008 in Brioude) war der letzte überlebende Veteran des Ersten Weltkriegs, der als Franzose an den Kämpfen beteiligt war.

## Biografie
Cazenave wurde im Jahr 1916 mobilisiert und nahm als Infanterist an den Kämpfen am Chemin des Dames teil. Nach dem Krieg wurde er Eisenbahner und überzeugter Pazifist; er nahm an den Demonstrationen der Front populaire im Jahr 1936 teil. Während des Vichy-Regimes wurde er wegen kritischer Aussagen mehrfach von der Polizei verhört und verlor seine Anstellung.
Im Januar 2008 starb Cazenave im Alter von 110 Jahren in seiner Wohnung in Brioude in der Auvergne.
Der letzte nach Cazenaves Tod noch lebende Veteran des Ersten Weltkriegs mit – seit 1939 – französischer Staatsbürgerschaft war Lazare Ponticelli; am Ersten Weltkrieg nahm Ponticelli zunächst auf französischer, später auf italienischer Seite teil. Ponticelli war 52 Tage jünger als Cazenave und starb im März 2008 genau 52 Tage nach ihm.

## Auszeichnungen
- Croix de guerre 1914–1918
- Médaille Interalliée 1914–1918
- Ritter der Ehrenlegion (1995)